# Yūji Sakakura
Yūji Sakakura (jap. 阪倉 裕二, Sakakura Yūji; * 7. Juni 1967 in Yokkaichi, Präfektur Mie) ist ein ehemaliger japanischer Fußballspieler.

## Nationalmannschaft
1990 debütierte Sakakura für die japanische Fußballnationalmannschaft. Sakakura bestritt sechs Länderspiele. Mit der japanischen Nationalmannschaft qualifizierte er sich für die Asienmeisterschaft 1988 und 1992.

## Errungene Titel

### Mit der Nationalmannschaft
- Asienmeisterschaft: 1992

### Mit seinen Vereinen
- Kaiserpokal: 1995